# 공적인물이 사생활에 대한 표현의 자유 사건
공적인물이 사생활에 대한 표현의 자유 사건은 기소유예처분취소에 대한 대한민국 중요 헌법재판소 판례이다. 헌법재판소는 이 사건에서 제3자의 표현물을 게시한 행위가 명예훼손에 해당하는지 여부에 대한 판단기준을 제시하였다.

## 사실관계
청구인은 대통령인 피해자(이명박)를 비방하는 거짓을 담은 동영상을 인터넷 블로그에 게시하여 기소유예처분을 받고 이것이 청구인의 평등권 및 행복추구권을 침해하였다고 주장하면서 처분취소를 구하는 헌법소원심판을 청구하였다.

## 결론
취소

## 이유

### 쟁점
인격권으로서의 개인의 명예 보호와 표현의 자유보장이라는 상반되는 두 권리가 서로 충돌되므로 이를 어떻게 합리적으로 조정할 것인지가 문제된다. 제3자의 표현물을 인터넷에 게시한 사람에게 명예훼손의 책임을 인정할 수 있는지도 문제된다.

### 표현의 자유와 명예의 보호
개인의 표현도 공공적, 사회적, 객관적인 의미를 지닌다면 개인의 인격형성과 자기실현은 물론 정치적 의사형성과정에 참여하여 자기통치를 실현하는 공적 성격을 아울러 가진다고 할 것이다. 명예의 보호는 자유로운 의견과정에 대한 한계일 뿐 아니라 동시에 민주주의를 구성하는 중요한 요소이다. 표현의 자유와 명예의 보호는 모두 인간으로서의 존엄과 가치, 행복추구권에 그 뿌리를 두고 있기 때문에 그 우열을 쉽사리 단정할 수는 없다.
공적 인물과 사인, 공적인 관심 사안과 사적인 영역에 속하는 사안 간에는 심사기준에 차이를 두어야 하고, 더욱이 이 사건과 같은 공적 인물의 공적 활동에 대한 명예훼손적 표현은 그 제한이 더 완화되어야 한다. 일상적인 수준으로 허용되는 과장의 범위를 넘어서는 명백한 허위사실로서 개인에 대한 악의적이거나 현저히 상당성을 잃은 공격은 명예훼손으로 처벌된다.
공직자의 특정정책에 대해 비판적인 언론보도와 같은 경우 표현의 자유가 폭넓게 보호된다. 그 보도의 내용이 공직자 개인에 대한 악의적이거나 심히 경솔한 공격으로서 현저히 상당성을 잃은 것으로 평가되지 않는 한, 그 보도로 인하여 곧바로 공직자 개인에 대한 명예훼손이 된다고 할 수 없다. 공직자의 공무집행과 직접적인 관련이 없는 개인적인 사생활에 관한 사실이라도 일정한 경우 공적인 관심 사안에 해당할 수 있다. 행위자의 주요한 동기 내지 목적이 공공의 이익을 위한 것이라면 부수적으로 다른 사익적 목적이나 동기가 내포되어 있더라도 비방할 목적이 있다고 보기는 어렵다. 제3자의 표현물을 인터넷에 게시한 행위에 대해 명예훼손의 책임을 인정하기 위해서는 헌법상 자기책임의 원리에 따라 게시자 자신의 행위에 대한 법적 평가가 있어야 할 것이다.

### 판단기준
제3자의 표현물을 게시한 행위가 전체적으로 보아 단순히 그 표현물을 인용하거나 소개하는 것에 불과할 경우에는 명예훼손의 책임이 부정되고, 제3자의 표현물을 실질적으로 이용, 지배함으로써 제3자의 표현물과 동일한 내용을 직접 적시한 것과 다름없다고 평가되는 경우에는 명예훼손의 책임이 인정된다.

### 사건의 경우
피해자의 전과와 피해자의 토지소유 현황은 공인의 공적 관심 사안이다. 게재 당시 이 사건 동영상은 이미 인터넷에 널리 유포되어 있었고, 청구인에게만 특별히 피해자를 비방할 목적이 있었다고 보기 어렵다.

## 참고문헌
- 최근3개년 헌법 판례정리, 윌비스
- 정회철, 중요 헌법재판소 판례 200, 여산, 2012.
- 2013.12.26. 2009헌마747
- 헌재 "'쥐코 동영상' 김종익씨 기소유예 처분 취소" - 오마이뉴스.

## 같이 보기
- 표현의 자유
- 공적 인물